# Francisco Coloma y Leyva
Francisco Coloma y Leyva (1698 - Valencia, 19 de julio de 1729). VI Conde de Elda y de Anna, hijo único de Francisco Coloma Pujades y Borja. Noble español.
En 1721 recibe de su tío, Joseph Coloma Pujades y Borja, el Marquesado de Noguera que se une al Condado de Elda. Hasta 1725, por haber estado su padre vinculado a la causa de la Casa de Austria durante la Guerra de Sucesión Española, no recibió los títulos nobiliarios ni la posesión de los mismos, aunque mantuvo su residencia en Valencia, concediendo el arrendamiento de la recaudación de rentas y derechos.
Más tarde ejerció directamente la gestión de sus dominios, estableciendo la delimitación de las villas de Elda y Petrel. Muerto sin descendencia, su heredera fue su propia madre, Mariana de la Cerda y Leyva y poseedor de los bienes su primo Gonzalo Joseph Arias-Dávila Coloma, quien se convertirá en el VII Conde de Elda.